# 松之山温泉スキー場
松之山温泉スキー場（まつのやまおんせんスキーじょう）は、新潟県十日町市に位置する十日町市営のスキー場。指定管理者制度に基づき、管理・運営は、有限会社湯米心まつのやま。

## 概要
松之山温泉の温泉街から1kmほどの近さである。また、関田山脈のほぼ東端に位置している。スノーボードは全面滑走可。
松之山町の事業によって建設され、1983年（昭和58年）12月3日にオープンした。なお、同町には当スキー場のオープン以前からスキー場が存在した。

## コース
- ロングスネークコース
- チャンピオンコース
- チャレンジコース
- ニュールックコース
- ファミリーゲレンデ
- パラダイスゲレンデ
- クロスオーバーコース

## 施設
- リフト
ペア2基
- スキーハウス

## アクセス
松之山温泉を参照。温泉街からスキー場までは1kmほど。